# کیم هاید
کیمبرلی «کیم» هاید به انگلیسی:(Kim hyde) یک شخصیت داستانی از مجموعه استرالیایی خانه و دوری است که کریس همسورث شخصیت این کاراکتر را بازی می‌کرد.